# Извор (Бургасская область)
Извор (болг. Извор) — село в Бургасской области Болгарии. Входит в состав общины Бургас. Находится примерно в 17 км к югу от центра города Бургас. По данным переписи населения 2011 года, в селе  проживал 541 человек. До 1899 года называлось Кайнарджа.

## Население
| Год     | 1934 | 1946 | 1956 | 1965 | 1975 | 1985 | 1992 | 2001 | 2011 |
| ------- | ---- | ---- | ---- | ---- | ---- | ---- | ---- | ---- | ---- |
| Жителей | 1311 | 1544 | 1532 | 1257 | 1032 | 846  | 794  | 667  | 541  |

| Национальность | Человек | Процент |
| -------------- | ------- | ------- |
| болгары        | 481     | 98,57%  |
| цыгане         | 4       | 0,82%   |
| Всего ответов  | 488     |         |

|  |